# Troy Polamalu
Troy Aumua Polamalu (según el AFI se pronuncia /poʊlə’mɑ:lu:/) nació bajo el nombre de Troy Aumua el 19 de abril de 1981 en Garden Grove, California. Es un exjugador profesional de fútbol americano. Jugaba como strong safety en los Pittsburgh Steelers de la NFL. Fue elegido en primera ronda del draft del año 2003 por Pittsburgh, después de jugar con los Troyanos de USC.

## Carrera universitaria
En su primer año en la USC, Polamalu fue utilizado como suplente y empezó siendo una mezcla entre las posiciones de safety y linebacker. Siendo solo un jugador de rotación, Polamalu se destacó en los ocho partidos en los que participó, logrando dos sacks, forzando dos fumbles, y bloqueando un extra point.
Se convirtió en el strong safety titular para la campaña del año siguiente, ganando la mención honorífica del All Pack 10 después de terminar segundo en el equipo con 83 tackles y empatando el liderato de intercepciones con dos.
El mejor año de Polamalu en esta etapa fue cuando se convirtió en el primer All American Strong Safety de USC desde Mark Carrier en 1999. Se ganó un puesto en el primer equipo de la revista Pro Football News-Weekly y otro en la The NFL Draft Report, otro como segundo equipo en las notas de Associated Press, y como tercer equipo de la revista Football Weekly.
Polamalu terminó el año liderando su equipo en tackles con 118, tackles con pérdida de yardas con 13 y un sack; pases detenidos, 6 y 3 intercepciones, una de ellas con un touchdown.
Después de llevar a los Troyanos a ganar el Las Vegas Bowl, alcanzó el récord de 20 tackleadas en el partido contra Utah, 12 de ellos sin ayuda, siendo esto también un récord del torneo. Fue considerado el MVP del partido.
En su último año en USC (2002), disputó todos los partidos de la temporada excepto uno, consiguiendo un total de 36 partidos como titular en su carrera universitaria. En esta última temporada hizo 68 tackleadas, 9 para pérdida de yardas; 4 pases detenidos y una intercepción, a pesar de tener un herida en el tobillo que eventualmente lo dejó fuera durante el Orange Bowl contra Iowa. En este partido solo pudo participar en dos jugadas, a pesar de lo cual, su equipo ganó el título, dándole a Polamalu su única victoria universitaria.

## Carrera profesional

### Draft NFL 2003
Polamalu fue escogido en el lugar 16 de la primera ronda del Draft por los Steelers. Polamalu fue realmente la segunda opción del equipo ya que tenían planeado firmar al experimentado Strong Safety Dexter Jackson, MVP de los Tampa Bay Buccaneers,  pero los Arizona Cardinals lo firmaron de último minuto, los Steelers tenían un plan B y este incluía a Polamalu.
Fue ampliamente reconocido como uno de los 5 mejores Strong Safeties y line backer de la liga. San Diego Chargers que tenían la opción 15 en el Draft, tenían mayores necesidades que un Safety, para reemplazar a Rodney Harrison pero decidieron adquirir cantidad antes que calidad así que firmaron a Sammy Davis y Terrence Kiel. Los Steelers, extáticos al ver como Polamalu se le iba a los Chargers, rápidamente hicieron la movida para traer a su equipo a Polamalu. Los Steelers creían demasiado en la influencia positiva de Polamalu para la defensiva así que en vez de tomarlo en la ronda 27 lo tomaron en la 16, originalmente perteneciente a los Kansas City Chiefs, los Steelers negociaron la elección 92 y 200 por los derechos de la primera ronda y así poder seleccionar a Polamalu. Esencialmente, el negocio consistió en Polamalu por Larry Johnson, Julian Battle y Brooks Bollinger, Polamalu tiene la distinción de ser el primer Safety que fue elegido en la primera ronda por los Steelers (2018 Terrell Edmunds ronda 1 pick 28)

## Pittsburgh Steelers

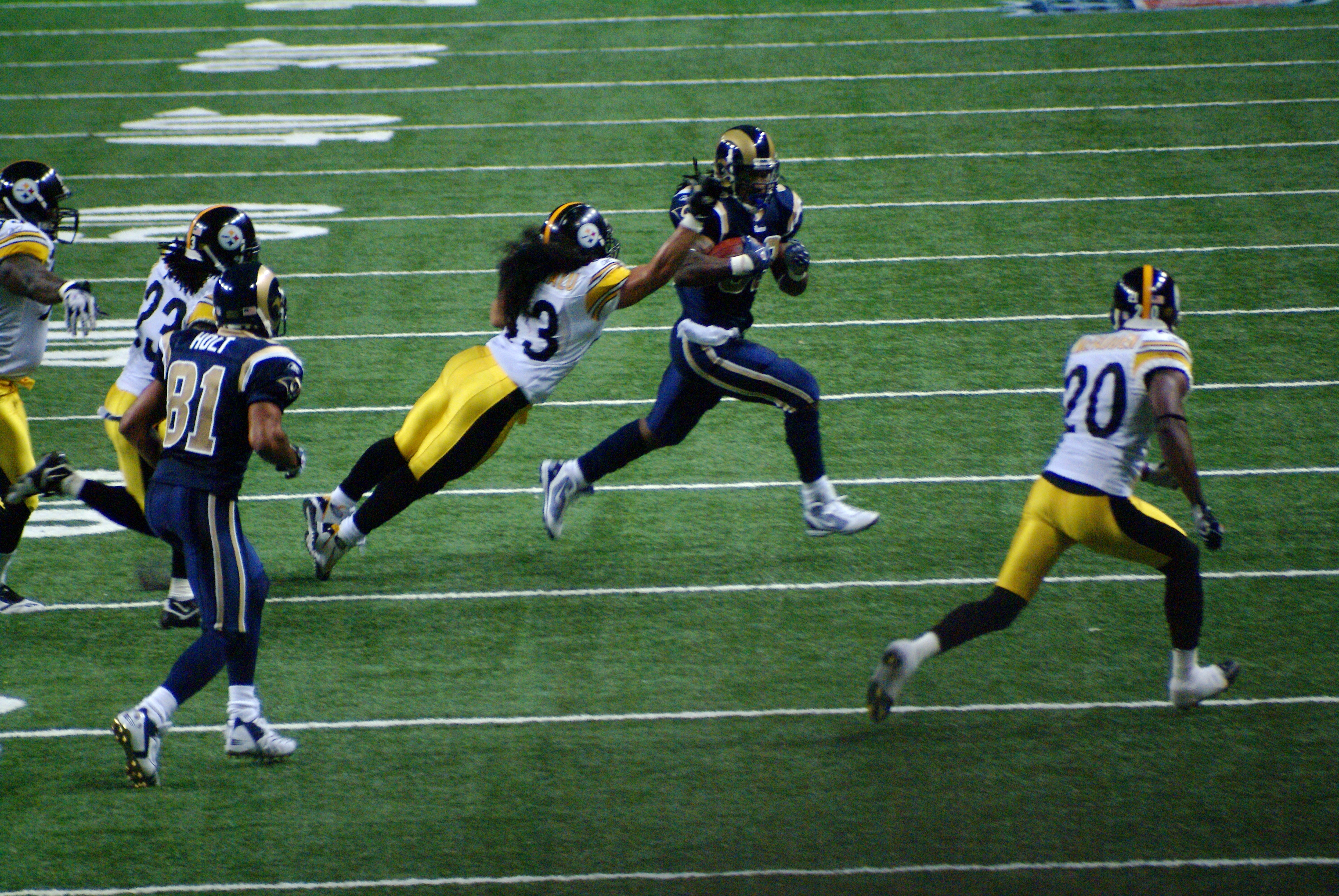
Polomalu jugando en el backfield.

Para los entendidos Polamalu es una mezcla de velocidad, anticipación e instinto, y esto según ellos lo hace un jugador sobresaliente que interviene en la mayoría de jugadas defensivas. Los Steelers tienen a Polamalu en diferentes posiciones defensivas, puede hacer un blitz al quarterback, devolverse en un blitz retrasado, o pretender hacer un blitz y volver en cobertura, confundiendo al quarterback. Polamalu añade a la confusión del QB caminando alrededor de la línea o alejándose de ella antes del snap.

### Temporada 2003
Como novato tuvo la oportunidad de jugar todos los partidos.
| 2003                                                   | STL | 16 | 38 | 30 | 8 | 2.0 | — | 4 | — | — | — | 0.0 | — |
| Fuente: Polamalu Estadísticas actualizadas: 12/01/2011 |     |    |    |    |   |     |   |   |   |   |   |     |   |

### Temporada 2004
| 2004                                                   | STL | 16 | 96 | 67 | 29 | 1.0 | 0 | 10 | 5 | 1 | 58 | 11.6 | 26T |
| Fuente: Polamalu Estadísticas actualizadas: 12/01/2011 |     |    |    |    |    |     |   |    |   |   |    |      |     |

### Temporada 2005
En esta temporada temporada, hizo un récord de placajes para un safety con tres sacks en un solo partido.
| 2005                                                   | STL | 16 | 91 | 73 | 18 | 3.0 | 0 | 6 | 2 | 0 | 42 | 21.0 | 36 |
| Fuente: Polamalu Estadísticas actualizadas: 12/01/2011 |     |    |    |    |    |     |   |   |   |   |    |      |    |

### Temporada 2006
En la cultura samoana, es normal en el hombre tener el cabello largo. Su cabello fue objeto de comentarios tras un placaje el 15 de octubre de 2006. Después de una intercepción, Polamalu capturó el balón el running back de los Kansas City Chiefs Larry Johnson, lo derribo tomándolo del cabello. Ambos jugadores, se levantaron como si nada hubiese pasado. Los comentaristas señalaron acertadamente que tirar del pelo es legal y no constituye una falta en sí misma, pero castigaron a Johnson por no soltar el cabello mientras Polamalu estaba en el suelo después final de la jugada.
Su primera aparición en un Super Bowl fue Super Bowl XL en 2006, cuando los Steelers ganaron el quinto anillo de su franquicia, ganándole 21 -10 a los Seattle Seahawks.
| 2006                                                   | STL | 13 | 76 | 57 | 19 | 1.0 | — | 7 | 3 | 0 | 51 | 17.0 | 49 |
| Fuente: Polamalu Estadísticas actualizadas: 12/01/2011 |     |    |    |    |    |     |   |   |   |   |    |      |    |

### Temporada 2007
El 23 de julio de 2007, después de un campamento los Steelers le dieron a Polamalu el contrato más grande de la historia de la NFL extendiéndolo hasta 2011. En un artículo en ESPN.com, Polamalu dijo “yo no quería ser un jugador que fuera de equipo en equipo, siempre me he sentido conforme acá, yo pienso que la organización, y la tradición que ellos tienen acá, es muy legendaria y siempre quiero ser parte de esto”  la extensión de 4 años del contrato, tuvo un costo de 30 millones de dólares americanos con un aproximado de 15 millones de dólares americanos en garantías. Siendo Polamalu uno de los defensive backs mejor pagados de la liga en ese momento hasta que Bob Sanders firmó un contrato por 5 años y 37.5 millones de dólares con 20 millones en garantías.
Entre sus logros de este año esta el haber sido elegido para jugar en el Pro Bowl y este fue su tercer Pro Bowl consecutivo.
| 2007                                                   | STL | 11 | 58 | 45 | 13 | 0.0 | — | 7 | 3 | 0 | 51 | 17.0 | 49 |
| Fuente: Polamalu Estadísticas actualizadas: 12/01/2011 |     |    |    |    |    |     |   |   |   |   |    |      |    |

### Temporada 2008

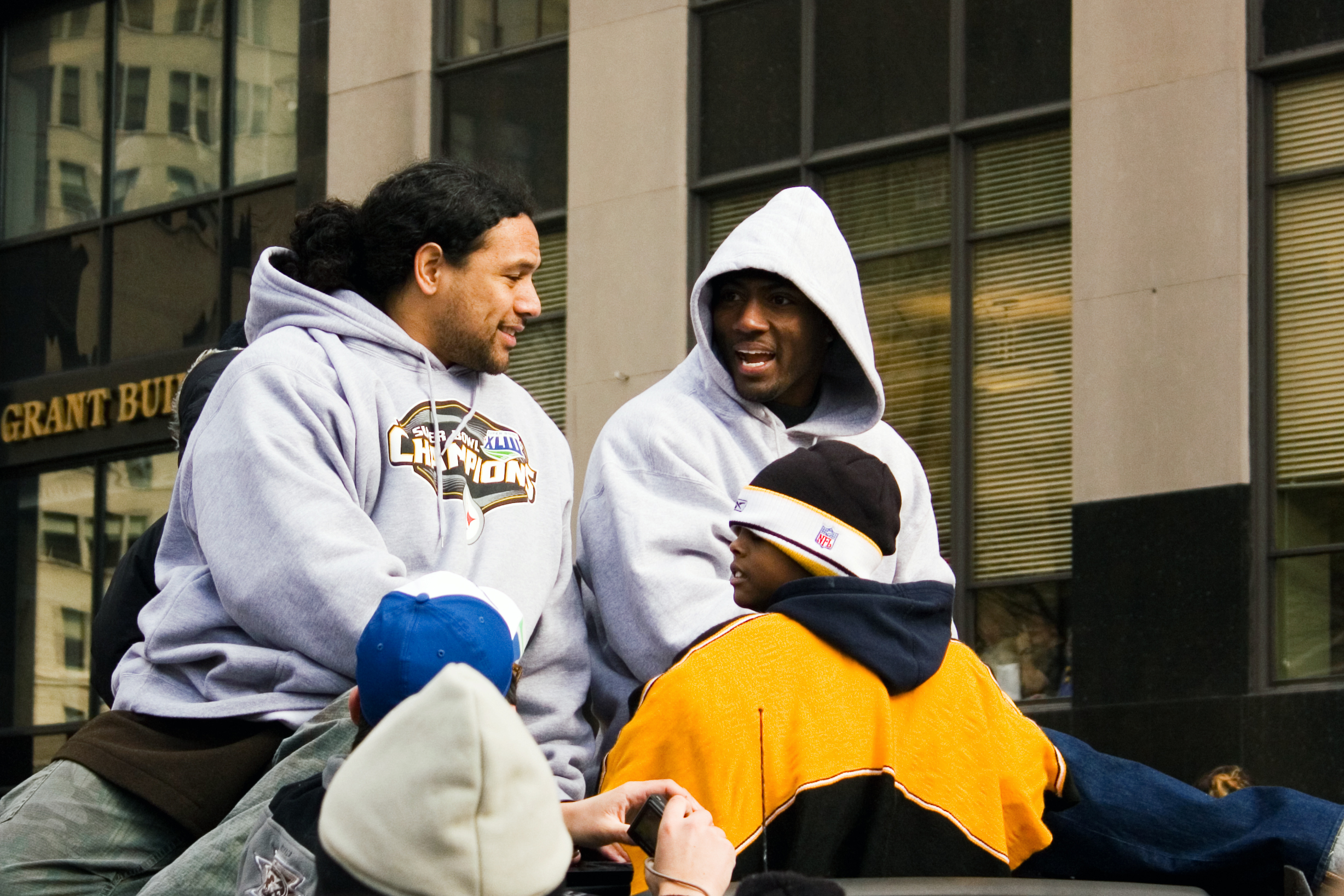
Polamalu En la Celebración de la Consecución del Superbowl de 2008.

Polamalu fue nombrado como jugador de reserva para el Pro Bowl del 2008 a pesar de no tener intercepciones y de solo haber jugado durante 11 juegos en la temporada de 2007. La lesión del 2007 lo envió a un programa de rehabilitación en California. Su lesión fue en la curvatura de su tendón durante su trabajo antes de la temporada, consecuencia de esto se perdió el Campamento de entrenamiento del año 2008, volvió a entrenar con su equipo días después de finalizado este campamento, a pesar de esto Polamalu fue nombrado el mejor Strong Safety de la AFC para el Pro Bowl del año 2009 recibiendo el voto unánime de 5 expertos. él se unió a sus compañeros de equipo James Harrison y James Farrior en el equipo de la AFC del Pro Bowl.
Una intercepción en el cuarto con retorno para touchdown en el partido del campeonato de la AFC contra Baltimore Ravens ayudando a los Steelers a alcanzar una victoria vital para llevarlos a aparecer en el Súper Bowl. En el Super Bowl XLIII, solo tuvo 2 tackles asistidos en la victoria contra los Arizona Cardinals 27-23.
| 2008                                                   | STL | 16 | 73 | 54 | 19 | 0.0 | — | 17 | 7 | 0 | 59 | 8.4 | 23 |
| Fuente: Polamalu Estadísticas actualizadas: 12/01/2011 |     |    |    |    |    |     |   |    |   |   |    |     |    |

### Temporada 2009
En el inicio de la temporada del 2009 en un partido contra los Tennessee Titans, Polamalu había logrado 6 tacleos y una intercepción,  hasta el momento en el que se lesionó mientras trataba de bloquear un gol de campo. él tuvo una herida en el ligamento de la rodilla derecha, y se perdió los siguientes 4 juegos. Él volvió al terreno de juego en la sexta semana de la temporada regular en un partido contra los Cleveland Browns. Después se volvió a lesionar en un partido contra los Cincinnati Bengals.
| 2009                                                   | STL | 5 | 20 | 18 | 2 | 0.0 | — | 7 | 3 | 0 | 17 | 5.7 | 16 |
| Fuente: Polamalu Estadísticas actualizadas: 12/01/2011 |     |   |    |    |   |     |   |   |   |   |    |     |    |

### Temporada 2010
En el partido inicial contra los Atlanta Falcons, Polamalu colaboró salvo el juego capturando una intercepción faltando 1:45 minutos antes del final el juego, los Steelers luego ganaron el partido en tiempo extra.
En la semana 13 Polamalu hizo una jugada trascendental contra los  Baltimore Ravens que son los rivales más acérrimos de los Steelers, forzando un fumble en un sack para ponerlos a 9 yardas de un touchdown, con esta jugada a la postre los Steelers lograron una victoria de 13-10. Jugó como titular en la victoria en el Campeonato de la Liga Americana en el partido contra los New York Jets.
El 31 de enero de 2011, Polamalu obtuvo el premio al jugador defensivo del año de la NFL superando al linebacker de los Green Bay Packers Clay Matthews.
|                                                        |        |         | Tackles | Tackles | Tackles   | Tackles | Tackles | Tackles | Intercepciones | Intercepciones | Intercepciones | Intercepciones | Intercepciones |
| Año                                                    | Equipo | Jugados | Comb    | Total   | Asistidos | Sacks   | Sfty    | Pass D  | Int            | Tds            | YDS            | Avg            | LNG            |
| ------------------------------------------------------ | ------ | ------- | ------- | ------- | --------- | ------- | ------- | ------- | -------------- | -------------- | -------------- | -------------- | -------------- |
| 2010                                                   | STL    | 14      | 63      | 49      | 14        | 1.0     | 0       | 11      | 7              | 1              | 101            | 14.4           | 45T            |
| Fuente: Polamalu Estadísticas actualizadas: 12/01/2011 |        |         |         |         |           |         |         |         |                |                |                |                |                |

#### Estadísticas Postemporada 2010
Ha jugado 2 partidos iniciando ambos con 7 tackles combinados 4 tackles total y uno asistido no ha logrado ningún sack ninguna intercepción y ningún touchdown, se adjudicó el campeonato de la liga Nacional este año y jugara el Super Bowl XLV el 6 de febrero de 2011 contra los Green Bay Packers.

En el Super Bowl XLV celebrado el 6 de febrero de 2011 en el Cowboys Stadium, los Steelers sufren una amarga derrota de 31 - 25 a manos de los Packers.

## Estadísticas como profesional
| 2010                                                   | STL | 14  | 63  | 49  | 14  | 1.0 | 0 | 11 | 7  | 1 | 101 | 14.4 | 45T |
| 2009                                                   | STL | 5   | 20  | 18  | 2   | 0.0 | — | 7  | 3  | 0 | 17  | 5.7  | 16  |
| 2008                                                   | STL | 16  | 73  | 54  | 19  | 0.0 | — | 17 | 7  | 0 | 59  | 8.4  | 23  |
| 2007                                                   | STL | 11  | 58  | 45  | 13  | 0.0 | — | 7  | 3  | 0 | 51  | 17.0 | 49  |
| 2006                                                   | STL | 13  | 76  | 57  | 19  | 1.0 | — | 7  | 3  | 0 | 51  | 17.0 | 49  |
| 2005                                                   | STL | 16  | 91  | 73  | 18  | 3.0 | 0 | 6  | 2  | 0 | 42  | 21.0 | 36  |
| 2004                                                   | STL | 16  | 96  | 67  | 29  | 1.0 | 0 | 10 | 5  | 1 | 58  | 11.6 | 26T |
| 2003                                                   | STL | 16  | 38  | 30  | 8   | 2.0 | — | 4  | —  | — | —   | 0.0  | —   |
| 'Total'                                                |     | 107 | 515 | 393 | 122 | 8.0 | 0 | 71 | 27 | 2 | 328 | —    | 49  |
| Fuente: Polamalu Estadísticas actualizadas: 12/01/2011 |     |     |     |     |     |     |   |    |    |   |     |      |     |

## Vida personal
De procedencia samoana, y pese a su rudeza en el campo de juego, se le conoce fuera del campo como un hombre de familia cristiano. Solo tiene un hermano llamado Kaio, y tres hermanas llamadas Patricia, Sheila, y Lupe. El padre de Troy no estuvo presente durante su infancia ya que se fue cuando Troy era un bebé, dejándolo completamente al cuidado de su madre.
Polamalu es un cristiano ortodoxo, fe que comparte con su esposa, Theodora. Ella es la hermana del ex Tight end Alex Holmes de los Rams y antiguo jugador del USC. Como signo característico de su fe, él hace el signo de la cruz después de cada jugada a la manera de la iglesia ortodoxa. Entre sus actividades espirituales están los peregrinajes a lugares santos griegos y turcos.
Rara vez concede entrevistas, pero cuando lo hace habla del rol de su espiritualidad en su vida. Polamalu ha dicho que trata de separar su carrera profesional de su vida tanto como le es posible, y no ve partidos de fútbol americano en casa, como otro acto de espiritualidad acostumbra a hacer una oración después de cada jugada cuando está en la zona lateral del campo.
Disfruta surfeando junto a sus amigos en San Clemente, CA y comiendo tacos Sanchos en Tustin (California).

### Cabello de Troy Polamalu
El cabello de Polamalu es uno de sus características más distintivas, le permite ser identificado fácilmente en el medio del campo. En el CBS Playoff Pre-game Show, Polamalu dijo que la última vez que se había cortado el cabello fue en el año 2000 cuando un entrenador le dijo que él necesitaba un corte de cabello.
El 9 de noviembre de 2010, mientras aparecía en el show de televisión Mike And Mike in the Morning, Polamalu dijo que su más reciente corte de cabello había sido 7 u 8 años antes.
El 15 de octubre de 2006 en un partido contra los Kansas City Chiefs, el running back Larry Johnson tumbó a Polamalu tirándolo del cabello mientras lo tackleaba, tacklear a un jugador halándolo de su cabello no constituye una falta, pero Johnson fue castigado por pisotear el cabello de Polamalu mientras él se levantaba.
Polamalu tiene un contrato publicitario con Procter & Gamble y su producto, el champú Head & Shoulders. En agosto de 2010, la empresa pagó por una póliza de seguro de un millón de dólares sobre el cabello de Polamalu, a la aseguradora Lloyds de Londres.
En el año 2011 durante la huelga de jugadores Troy Polamalu aprovechó y terminó sus estudios universitarios, logrando así graduarse en la carrera de Historia en la Universidad del Sur de California (USC).

## En los medios de comunicación
- En el año 2005, la banda de Rock de Pittsburg Mr. Devious escribió y grabó una canción llamada "Puhlahmahlu" que es una parodia de la canción "Mah Nà Mah Nà". El guitarrista Glenn Shirley dijo que la canción fue inspirada por la mala pronunciación del apellido de Polamalu hecha por el presentador de Fox Sports Dick Stockton.

- Polamalu esta puesto en la cubierta del libro Scholastic Childen’s book National Football League Megastars que contenía el perfil de Polamalu y 14 otras estrellas de la NFL.

- Durante el Super Bowl XLIII, Polamalu participó en una nueva versión del famoso comercial de la Coca-Cola hecho por "Mean Joe" Greene, pero esta vez era para promocionar la Coca-Cola Zero,

- Fue parte de la portada del videojuego Madden NFL 10 junto con Larry Fitzgerald.

- En el álbum Recovery de Eminem la canción número 17 hace referencia al cabello de Troy Polamalu

- En la película The Dark Knight Rises participó en algunos cameos como miembro del equipo ficticio Gotham Rogues, junto algunos de sus compañeros de equipo, entre los que se encuentran Ben Roethlisberger, Hines Ward, Maurice Pouncy (entre otros) y el antiguo entrenador de los Steelers Bill Cowher.